# Lipschitz-stetige Funktion

Für eine lipschitzstetige Funktion existiert ein Doppelkegel (weiß), dessen Ursprung entlang des Graphen bewegt werden kann, sodass der Graph stets außerhalb des Doppelkegels bleibt

Die Lipschitzstetigkeit, auch Dehnungsbeschränktheit, ist ein Begriff aus dem mathematischen Teilgebiet der Analysis. Es handelt sich um eine Eigenschaft einer Funktion, daher spricht man meist von lipschitzstetigen Funktionen (beziehungsweise von Lipschitz-stetigen Funktionen). Die Lipschitzstetigkeit ist eine Verschärfung der Stetigkeit. Benannt ist diese Eigenschaft nach dem Mathematiker Rudolf Lipschitz.
Anschaulich gesprochen kann sich eine lipschitzstetige Funktion nur beschränkt schnell ändern: Alle Sekanten einer Funktion haben eine Steigung, deren Betrag nicht größer ist als die Lipschitzkonstante. Die Menge aller lipschitzstetigen Funktionen wird Lipschitz-Raum genannt. Verallgemeinerungen der Lipschitzstetigkeit sind die Hölderstetigkeit, die lokale Lipschitzstetigkeit sowie die lokale Hölderstetigkeit.

## Definition
Eine Funktion {\displaystyle f\colon \mathbb {R} \rightarrow \mathbb {R} } heißt lipschitzstetig, wenn eine Konstante {\displaystyle L\in \mathbb {R} _{\geq 0}} existiert, sodass
{\displaystyle |f(x_{1})-f(x_{2})|\leq L\cdot |x_{1}-x_{2}|}
für alle {\displaystyle x_{1},x_{2}\in \mathbb {R} } gilt.
Dies ist ein Spezialfall der folgenden, allgemeinen Definition.
Seien {\displaystyle (X,d_{X})} und {\displaystyle (Y,d_{Y})} metrische Räume.
Eine Funktion {\displaystyle f\colon X\rightarrow Y} heißt lipschitzstetig, falls es eine reelle Zahl {\displaystyle L} gibt, sodass
{\displaystyle \forall x_{1},x_{2}\in X:d_{Y}(f(x_{1}),f(x_{2}))\leq L\cdot d_{X}(x_{1},x_{2})}
erfüllt ist. {\displaystyle L} wird Lipschitzkonstante genannt und es gilt stets {\displaystyle L\geq 0}. Anschaulich gesprochen ist der Betrag der Steigung von {\displaystyle f} nach oben durch {\displaystyle L} beschränkt. Ist eine Funktion lipschitzstetig, so sagt man auch, sie erfülle die Lipschitzbedingung.
 Eine Abschwächung der Lipschitzstetigkeit ist die lokale Lipschitzstetigkeit. Eine Funktion {\displaystyle f\colon X\rightarrow Y} heißt lokal lipschitzstetig, wenn es um jeden Punkt in {\displaystyle X} eine Umgebung gibt, sodass die Einschränkung von {\displaystyle f} auf diese Umgebung lipschitzstetig ist. Eine Funktion, die nur auf einer Teilmenge {\displaystyle A\subset X} definiert ist, heißt lipschitz- oder lokal lipschitzstetig, wenn sie lipschitz- oder lokal lipschitzstetig bezüglich der metrischen Räume {\displaystyle (A,d_{X}|_{A})} und {\displaystyle (Y,d_{Y})} ist.

## Eigenschaften
Lipschitzstetige Funktionen sind lokal lipschitzstetig (wähle ganz {\displaystyle X} als Umgebung und stets {\displaystyle L} als Lipschitzkonstante). Lokal lipschitzstetige Funktionen sind stetig (wähle {\displaystyle \delta =\varepsilon /L} in der {\displaystyle \varepsilon }-{\displaystyle \delta }-Definition der Stetigkeit), und entsprechend sind lipschitzstetige Funktionen gleichmäßig stetig. Daher ist Lipschitzstetigkeit „stärker“ als gleichmäßige Stetigkeit. Die Umkehrung gilt im Allgemeinen nicht, so ist z. B. die Funktion {\displaystyle f\colon [0,1]\rightarrow \mathbb {R} ,~x\mapsto {\sqrt {x}}} zwar hölderstetig mit Exponenten {\displaystyle 1/2} und daher gleichmäßig stetig, jedoch nicht lipschitzstetig (siehe Beispiel).
Nach dem Satz von Rademacher ist eine lipschitzstetige Funktion fast überall differenzierbar. Es gibt jedoch auch Funktionen, die zwar differenzierbar, aber nicht lipschitzstetig sind, z. B. {\displaystyle f\colon \mathbb {R} \rightarrow \mathbb {R} ,~x\mapsto x^{2}}. Eine differenzierbare Funktion {\displaystyle f\colon (a,b)\rightarrow \mathbb {R} } mit {\displaystyle a,b\in \mathbb {R} \cup \{\pm \infty \}} ist genau dann lipschitzstetig, wenn ihre erste Ableitung beschränkt ist.

## Beispiele
- Für eine lipschitzstetige Funktion {\displaystyle f\colon (X,d_{X})\rightarrow (Y,d_{Y})} ist der Quotient

{\displaystyle {\frac {d_{Y}(f(x_{1}),f(x_{2}))}{d_{X}(x_{1},x_{2})}}}
mit {\displaystyle x_{1}\neq x_{2}\in X} durch jede Lipschitzkonstante von {\displaystyle f} nach oben beschränkt. Für lokal lipschitzstetige Funktionen ist der Quotient auf hinreichend kleinen Umgebungen beschränkt.
Daher ist die Funktion {\displaystyle f\colon [0,1]\to \mathbb {R} } mit {\displaystyle x\mapsto {\sqrt {x}}} wegen
{\displaystyle {\frac {|f(x_{1})-f(0)|}{|x_{1}-0|}}={\frac {1}{{\sqrt {x}}_{1}}}\,{\xrightarrow {x_{1}\searrow 0}}\,\infty }
zwar stetig und sogar gleichmäßig stetig, jedoch nicht lokal lipschitzstetig und folglich auch nicht lipschitzstetig.
- Für die Funktion {\displaystyle g\colon [a,b]\to \mathbb {R} } mit {\displaystyle g(x)=x^{2}} folgt mit

{\displaystyle L:=\max _{x_{1},x_{2}\in [a,b]}(|x_{1}+x_{2}|)=2\max {(|a|,|b|)}},
dass {\displaystyle |g(x_{1})-g(x_{2})|=|x_{1}^{2}-x_{2}^{2}|=|x_{1}+x_{2}|\cdot |x_{1}-x_{2}|\leq L\cdot |x_{1}-x_{2}|}.
Das heißt, {\displaystyle L} ist eine Lipschitzkonstante für diese Funktion auf dem Intervall {\displaystyle \left[a,b\right]}.
Weil für {\displaystyle g} der Quotient gleich {\displaystyle |x_{1}+x_{2}|} ist, folgt, dass {\displaystyle g} nur für einen beschränkten Definitionsbereich lipschitzstetig ist, für einen unbeschränkten jedoch nicht. Die ebenfalls durch {\displaystyle g(x)=x^{2}} definierte Funktion {\displaystyle g\colon \mathbb {R} \to \mathbb {R} } ist deshalb nicht lipschitzstetig.
- Die Betragsfunktion {\displaystyle h\colon \mathbb {R} \rightarrow \mathbb {R} }, definiert als

{\displaystyle h(x)=|x|},
ist wegen der umgekehrten Dreiecksungleichung {\displaystyle {\bigl |}|x_{1}|-|x_{2}|{\bigr |}\leq |x_{1}-x_{2}|} lipschitzstetig mit {\displaystyle L=1}, aber sie ist (an der Stelle {\displaystyle x=0}) nicht differenzierbar.

## Anwendung
Lipschitzstetigkeit ist ein wichtiges Konzept in der Theorie gewöhnlicher Differentialgleichungen, um Existenz und Eindeutigkeit von Lösungen zu beweisen (siehe Satz von Picard-Lindelöf). Selbstabbildungen mit einer Lipschitzkonstante kleiner als eins nennt man Kontraktionen. Diese sind wichtig für den Fixpunktsatz von Banach.
In der Theorie partieller Differentialgleichungen werden Lipschitz-Gebiete betrachtet. Diese haben die Eigenschaft, dass ihr Rand, der Lipschitz-Rand genannt wird, lokal durch eine lipschitzstetige Funktion beschrieben werden kann.
Die Störanfälligkeit von Neuronalen Netzen (beispielsweise im Kontext von Adversarial Examples) kann durch die Größe der Lipschitzkonstante plausibilisiert werden.

## Lipschitz-Raum
Ist {\displaystyle X\subseteq \mathbb {R} } (oder allgemeiner {\displaystyle \left(X,\,d_{X}\right)} ein metrischer Raum), so wird die Menge der reellwertigen lipschitzstetigen Funktionen auf {\displaystyle X} gelegentlich mit {\displaystyle \operatorname {Lip} \left(X\right)} bezeichnet.
Für {\displaystyle X\subseteq \mathbb {R} } (oder allgemeiner für {\displaystyle X\subseteq \mathbb {R} ^{n}} mit der euklidischen Metrik) ist jede affin-lineare Funktion lipschitzstetig. Auf einem allgemeinen metrischen Raum sind immerhin alle konstanten Funktionen lipschitzstetig. Insbesondere ist {\displaystyle \operatorname {Lip} \left(X\right)} nicht leer und enthält die konstante Nullfunktion.
Sind {\displaystyle f,\,g\in \operatorname {Lip} \left(X\right)} und {\displaystyle \lambda \in \mathbb {R} }, so gilt {\displaystyle \lambda \,f\in \operatorname {Lip} \left(X\right)} sowie {\displaystyle f+g\in \operatorname {Lip} \left(X\right)}. Damit ist {\displaystyle \operatorname {Lip} \left(X\right)} ein reeller Vektorraum, ein Funktionenraum.
Ist die Menge {\displaystyle X} zudem noch beschränkt, so gilt außerdem für das punktweise Produkt {\displaystyle f\cdot g\in \operatorname {Lip} \left(X\right)}. Damit wird {\displaystyle \operatorname {Lip} \left(X\right)} zu einer Funktionenalgebra.